# مورفا نفین
مورفا نفین (به انگلیسی: Morfa Nefyn) یک روستا در بریتانیا است که در گوینز واقع شده‌است. مورفا نفین ۱٬۲۲۹ نفر جمعیت دارد.